# Heptágono
Em geometria, heptágono é um polígono com sete lados e sete vértices. O heptágono regular é um polígono regular que pode ser construído com régua e compasso: a medida do seu lado é equivalente à metade da perpendicular mediana do raio que toca na circunferência o qual o heptágono está inscrito. Ele possui 14 diagonais distintas.

## Propriedades
- Um heptágono tem 14 diagonais, resultado que se pode obter aplicando a equação geral para determinar o número de diagonais de um polígono, {\displaystyle D=n(n-3)/2:}
{\displaystyle D={\frac {7(7-3)}{2}}=14}
- A soma dos ângulos internos de qualquer heptágono é de 900 graus,[1] ou {\displaystyle 5\pi } radianos.

## Área do heptágono regular
A área de um heptágono regular de lado a é:
{\displaystyle A={\frac {7}{4}}a^{2}\cot {\frac {\pi }{7}}\simeq 3.63391a^{2}.}